# Tolštejn
Hrad Tolštejn (německy Tollenstein, dříve Dohlenstein znamenající „Kavčí skála“) je zřícenina středověkého hradu na severní straně Lužických hor na jihu Šluknovského výběžku v severních Čechách. Nachází se přibližně 7 km jihozápadně od města Varnsdorf a 2 km jižně od centra obce Jiřetín pod Jedlovou v okrese Děčín, na jejímž katastrálním území leží.
Gotický hrad byl postaven začátkem 14. století kolem dvou znělcových skalisek, která na jih a východ spadají téměř svisle dolů a na západě souvisí nízkým hřbetem s horou Jedlová. Ze severní strany jej chránily příkopy a hradby. Tolštejn měl vynikající strategickou polohu, která umožňovala hlídat jediný schůdný přechod z Lužice na českou stranu Lužických hor. V průběhu dějin ho vlastnili Vartenberkové, Berkové, Šlejnicové i další majitelé. Hrad dal název okolnímu panství s názvem tolštejnské.
V 17. století byl opuštěn a začal chátrat, později se stal vyhledávaným turistickým cílem, s nímž se spojují návštěvy známých osobností i místní pověsti. Zřícenina je chráněna jako kulturní památka České republiky. Je volně přístupná, v jejím areálu se nachází placená skalní vyhlídka umožňující pohled na území Čech a Saska. Tolštejn je i významnou botanickou lokalitou s výskytem vzácných teplomilných druhů rostlin.

## Popis hradu

### Dolní hrad

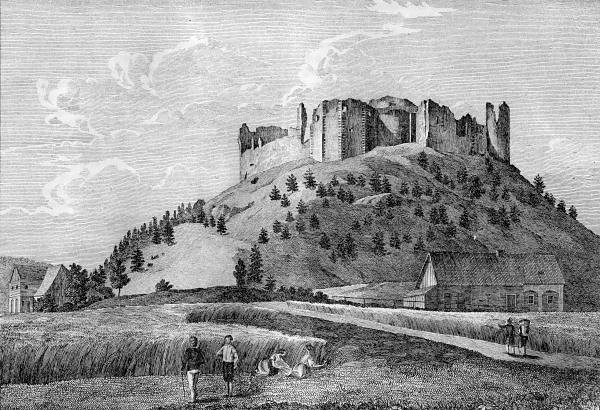
Nedatovaná rytina z 1. poloviny 19. století podle předlohy F. A. Hebera zachycuje zříceninu hradu Tolštejna od severu

Tolštejn je středověký gotický hrad, který obepíná dva znělcové sopouchy, na jejichž úpatí se táhne věnec zdí a věží objímajících severní bok obou skal. Cesta, kterou se jezdí na Tolštejn, se vine po jižním úpatí skal a potom zatáčí k východu. Kdysi na ní byly dvě brány, jedna byla na jižním úpatí skal. Její polohu ale nelze již dnes s přesností určit. Šlo o čtverhranné stavení s dvěma vraty a průjezdem. Nad předními vraty byl erb Berků z Dubé, který je od roku 1861 v muzeu Rumburku, kam byl předám poté, co byly napůl zřícené zdi z úředního rozkazu strženy. První větší poškození utrpěla brána od švédských vojsk v roce 1642, potom z ní lidé z okolí brali stavební kámen, až v roce 1861 z větší části spadla.
Brána měla velkou hranolovou věž vysokou až 20 metrů. Součástí věže byla kuchyně se dvěma komorami, pivnice a sklep. Brána byla zastřešena a byla nejspíše opatřena padacím mostem, i když se nenašly žádné stopy po vodním příkopu. Měla nejspíše průjezd lomeným obloukem a její součástí byla i branka pro pěší.

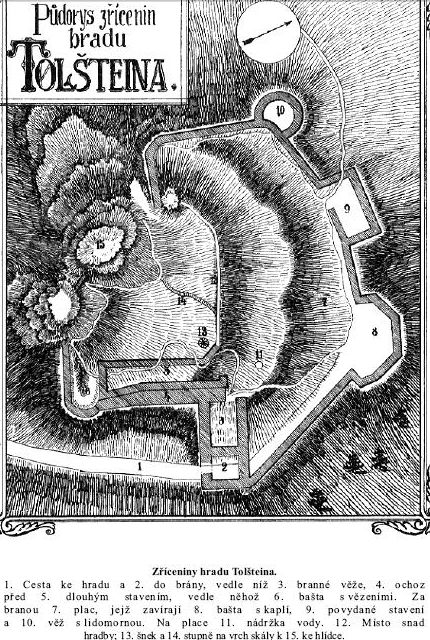
Půdorys zřícenin hradu Tolštejna podle Augusta Sedláčka

Za branou je druhá bašta, která byla šestihranná. Ještě na počátku 19. století byla 8 metrů vysoká, obsahovala kromě přízemí ještě sklep, který je v současnosti zasypaný. Ve sklepě byla lázeň, při vykopávkách se našly dlaždice a žlábky. V poschodí bašty byla nejspíše kaple. Na venkovní zdi byl erb pánů ze Šlejnic a byla pomalovaná, snad tam byla rustika vyzdobená postavami, jak bylo běžné na omítkách 16. století. Krátká zeď vede ke čtverhrannému stavení obdélného základu, které jako předešlé sloužilo k obraně hradu, v jeho poschodí byl rytířský sál.
Od stavení vede zeď až k věži podkovovitého základu, která vyčnívá ven. V jejím přízemí byla hladomorna, při vykopávkách se zde našly kosterní pozůstatky. Věž s hladomornou neměla v přízemí vchod. Ten se nacházel ve výšce asi 5 metrů nad zemí a přicházelo se k němu z vedlejší zdi po schodech. Věž měla tři patra. Od této věže šla hradba jižním směrem a zahýbala ke strmé skále. Tím končil opevňovací věnec, k němuž byla přistavěná dřevěná stavení, jak svědčí známky okna ve výši hradby.
Voda se na hradě Tolštejn nejspíše získávala z nádržky, do které se sváděla dešťová voda. Nádržka je však již dávno zasypána. V 15. nebo 16. století byl na hradě postaven vodovod. Byly nalezeny zbytky vodovodních trubek vedoucích od Jedlové k Tolštejnu.

### Horní hrad
Nad dolní částí opevnění byl horní hrad, který byl důležitý ve 14. a v 15. století. Skalní sopouchy byly spojeny zděnou hradbou. Na větším sopouchu stála věž, která byla buďto celá zděná nebo měla zděný spodek. Zbytky zdí byly patrné ještě v 50. letech 20. století a je zde výrazná spáleništní vrstva. Ke věži se chodilo po stupních vytesaných ve skále.

### Stavební vývoj

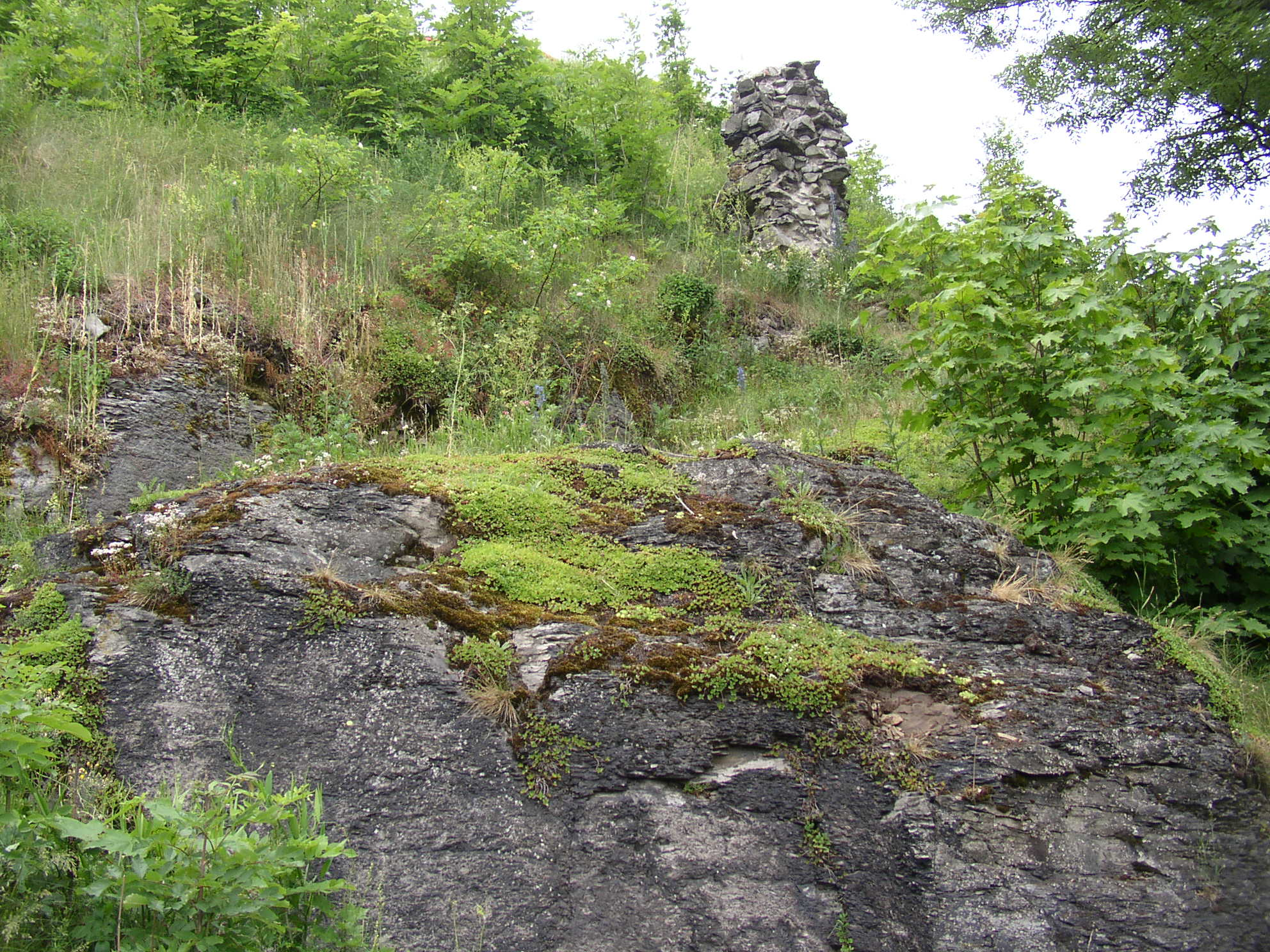
Zbytky původního vartenberského hradu nad budovou dnešní restaurace

Přesné datování vzniku hradu je složité a v současnosti již prakticky neproveditelné, jelikož chybí písemné prameny a ani archeologické průzkumy kvůli skalnímu podloží nepřinesly jasné závěry. Jádro původního vartenberského hradu bylo postaveno na obou znělcových skaliscích. Jeho konstrukce byla z velké části ze dřeva, které do současnosti nevydrželo. Z doby počátků Tolštejna se nezachovalo skoro nic vyjma zdiva ve skalních rozsedlinách, které lze datovat do 14. století. Dodnes se dochovaly ještě zbytky zdiva, obklopující nejvyšší části hradu. Naznačují úsek hradby, která mohla být ohrazením předhradí. Existují domněnky, že byl založen již ve 13. století, ale proti tomu mluví fakt, že v listinách o směně Žitavska z roku 1319 o hradu Tolštejn není žádná zmínka.
V 15. století se Berkové z Dubé ještě před ztrátou hradu snažili zvýšit jeho obranyschopnost. Donutily je k tomu zkušenosti z obležení vojsky Lužického Šestiměstí. Postavili 6 metrů silnou a 15 metrů vysokou štítovou zeď, která jim umožňovala aktivní obranyschopnost. V 15. století byla vystavěna také budova napojená na štítovou zeď v místě, kde stála brána hradu.
I přes toto opevnění byl hrad po ostřelování z děl roku 1462
značně poškozen, a proto musely být v 16. století hradby postaveny znovu. Hradby vedly od štítové zdi ukončené baštou v nároží, které ze severní strany obklopily hrad. Na severu vznikla polygonální bašta, jejíž zdi byly široké 3,8 metru a umožňovaly postavit děla. Autorem této přestavby byl údajně Wendel Rosskopf, žák slavného Benedikta Rejta. Bližší podobu původního hradu nelze zjistit bez archeologického průzkumu.
V renesanci proběhly již jen malé úpravy hradu. Byla postavena příčná zeď, kterou byla uzavřena hladomorna. Tehdy se stavělo i v dnes již neexistujících obytných budovách. V roce 1865 byla v polygonální baště otevřena restaurace, o rok později byla postavena dnešní restaurace ve švýcarském stylu.

## Historie
Lokalita pozdějšího hradu byla obydlena lidmi již před jeho vznikem, archeologické nálezy z okolí se však nedochovaly, protože byly před druhou světovou válkou součástí expozice v hradní restauraci, která byla po válce rozkradena. Dokládaly pravěké, pravděpodobně srbské osídlení území.

### Vartenberkové

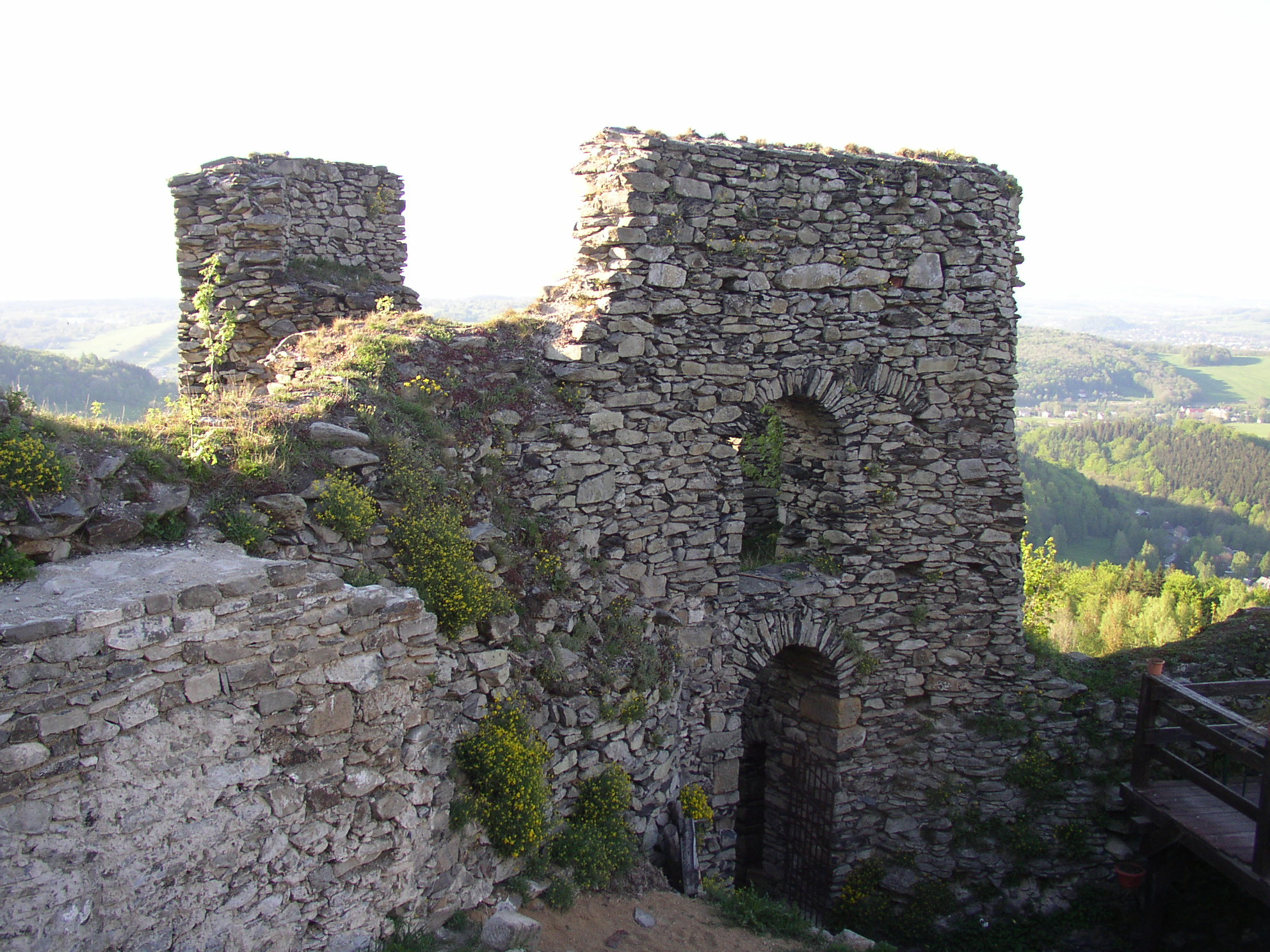
Bašta na Tolštejně lidově zvaná hladomorna

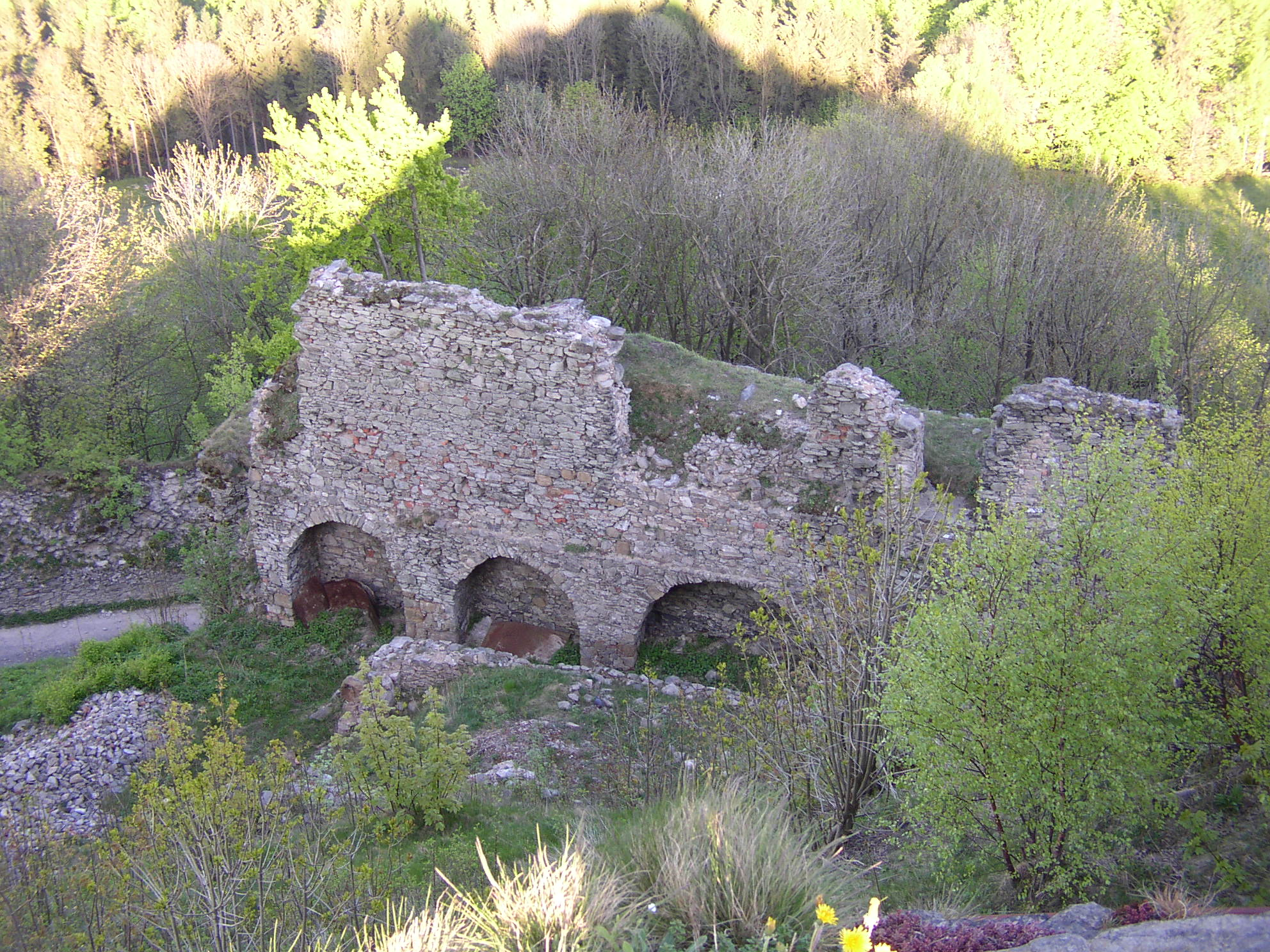
Zbytky hradního paláce na Tolštejně

Tolštejn, německy Tollenstein nebo dříve Dohlenstein, česky Kavčí skála, má jméno po skále, na které byl založen, nebo mu jméno Tolštejn bylo dáno po jeho založení. Jeho nejstaršími majiteli byli Vartenberkové.
První písemná zmínka o hradu je z roku 1337 od žitavského městského písaře Jana z Gubenu. Jako majitel se uvádí nedoložený Bohuslav z Vartenberka, který údajně byl v té době s králem Janem Lucemburským na křížové výpravě na Litvě. Záznam hovoří o dobytí a zničení hradu vojsky Šestiměstí z důvodu velkého lupičství a škod, které působil lužickým městům purkrabí hradu.
Prvním doloženým vlastníkem hradu je Vaněk z Vartenberka, který zastával úřad nejvyššího číšníka. Jako takovému mu náležel poplatek z každé krčmy a hospody v království, dále i výnos z celnic. Byl také patronem kostela v Dolním Podluží. Vaněk z Vartenberka znovu vystavěl hrad s podmínkou lenního závazku jeho majitelů k českému králi a udělal z něj v té době výstavný hrad. O dva roky později v roce 1339 zničilo žitavské vojsko hrad Krásný Buk, který již od té doby nikdy nebyl obnoven. V té době převzal Tolštejn správní funkci Krásného Buku. V roce 1343 na oplátku vtrhli manové Michaloviců, příbuzných Vartenberků, do Lužice a dobyli hrad Ojvín (Oybin). V roce 1343 král Karel IV. obsadil posádkou také jižněji položený hrad Milštejn. Vaněk z Vartenberka měl s manželkou dva syny, kteří si po jeho smrti v roce 1364 dědictví rozdělili.
Ke konci 14. století vlastnila Tolštejn větev Vartenberků, vlastníci původního rodového sídla ve Stráži pod Ralskem. Byli to vnukové Vaňka z Vartenberka. Jeden z nich, Václav, měl i přídavek „řečený z Tolštejna“. Nejpozději po jeho smrti před květnem 1404 hrad koupil další mocný severočeský šlechtický rod Berkové.

### Berkové

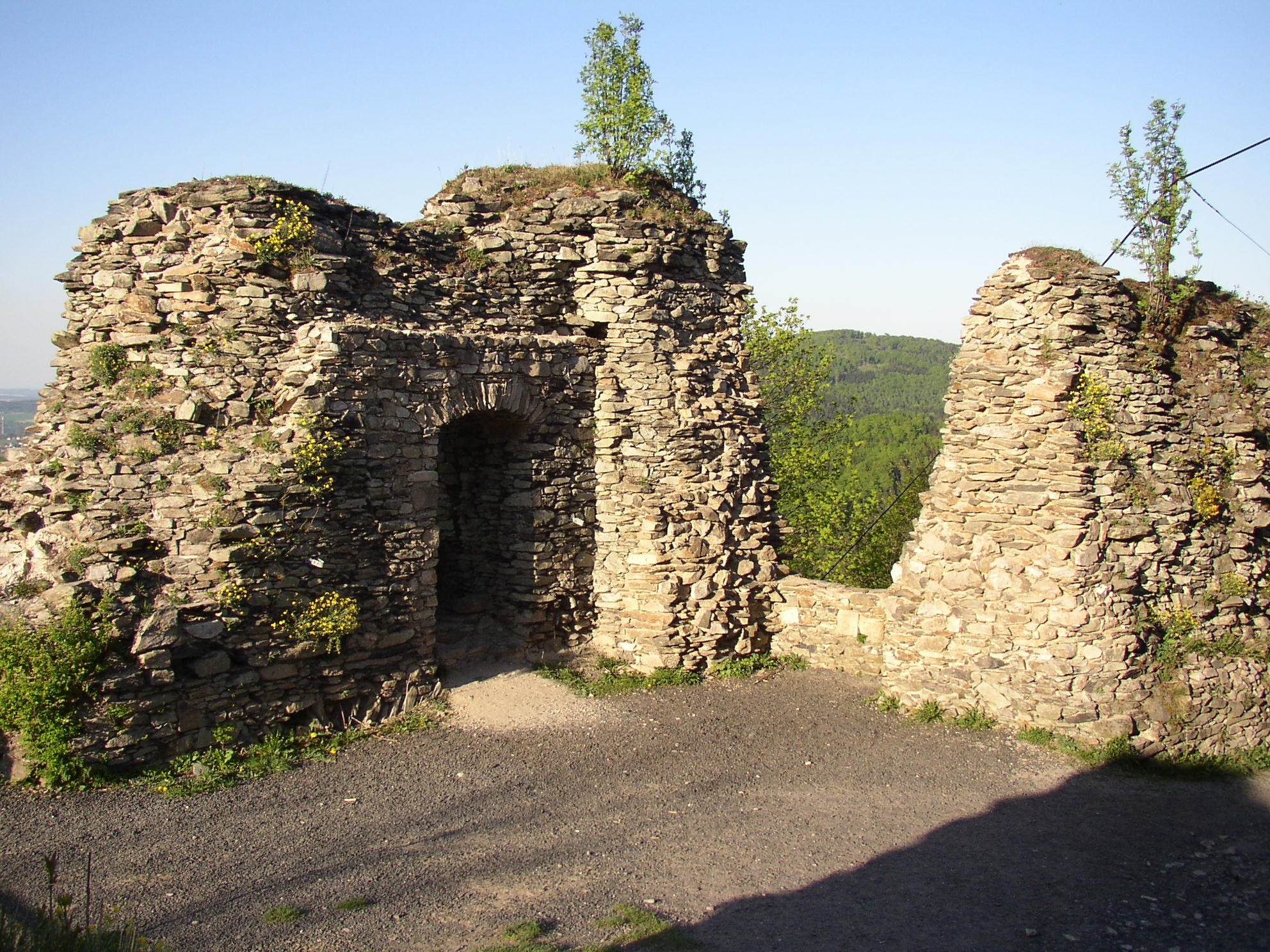
Hranolová bašta na Tolštejně

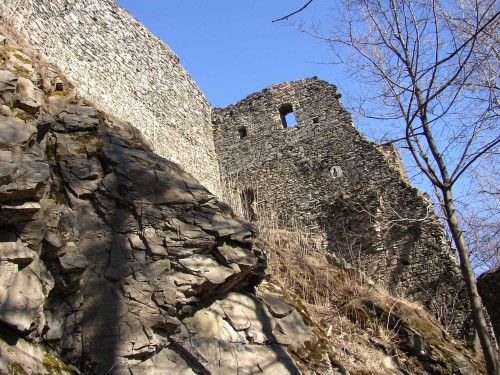
Zbytky štítové zdi na hradě Tolštejn

Hrad koupil Hynek Berka z Dubé, který je v roce 1404
připomínán jako patron kostela, další zmínka o něm je z roku 1408. Měl dospělé syny a postoupil jednomu z nich, Jindřichovi Berkovi, Tolštejn do doby, než zemře. Když Hynek Berka z Dubé v roce 1417 zemřel, rozdělili se jeho synové tímto způsobem: Hynek starší dostal Šarfenštejn, Jindřich Hohnštejn v dnešním Sasku s polovinou panství, Beneš hrad Ratný, také v Sasku, Hynek mladší druhou polovinu hohnštejnského panství a Jan mladší Tolštejn a k němu Fredevald, Falkenštejn, Kamenici a díl Chlumu, Malešova a Skalice.
Jan Berka z Dubé sympatizoval s myšlenkami mistra Jana Husa, za něhož se v roce 1415 přimlouval. Byl však obklíčen katolíky, a to jej po začátku husitských válek nutilo k taktizování a ke kompromisům. Nejprve v roce 1423 začal sjednávat spolek se zástupci lužického Šestiměstí, děčínskými Vartenberky a s pány z Michalovic, kteří všichni stáli na straně Zikmunda. V letech 1422 až 1426 jmenoval katolické faráře na svém panství.
V roce 1423 husité na hrad nezaútočili, zastavili se u České Kamenice. V následujícím roce vypukla na hranicích drobná válka. Posádka z hradu Tolštejna loupila ve vesnicích na Žitavsku. Když však roku 1425 moc husitů v okolí Tolštejna opět stoupala, Jan se s nimi spojil nebo jen přátelil.
Když husité v roce 1425 zajali budyšínského hejtmana Mikuláše z Ponikau, vsadili jej na Tolštejně do vězení.
V roce 1426 vpadlo vojsko sirotků pod vedením Jana Roháče z Dubé do severních Čech. Některé oddíly vojska se dostaly až na Žitavsko a při zpáteční cestě prošly také Rumburkem, a proto se musely vrátit do nitra Čech lipskou cestou vedoucí kolem hradu.
Jan Berka z Dubé zemřel v roce 1426 bez potomků. Dědictví se ujali jeho bratři, s nimiž Lužičané v roce 1427 smlouvali. Chtěli Tolštejn obsadit či koupit, aby jej zničili. S tím ovšem Berkové nesouhlasili. Jindřich Berka z Kamenice se ujal Kamenice a Hynek mladší Berka z Dubé Tolštejna. Ke své polovině hohnštejnského panství držel také nový hrad Vildštejn a měl v roce 1427 ve své moci tři hrady. Za purkrabího měl Mikše z Chocebuze. Hynek Berka z Dubé jmenoval v roce 1429 faráře v Krásné Lípě a od té doby o něm není žádná písemná zmínka.

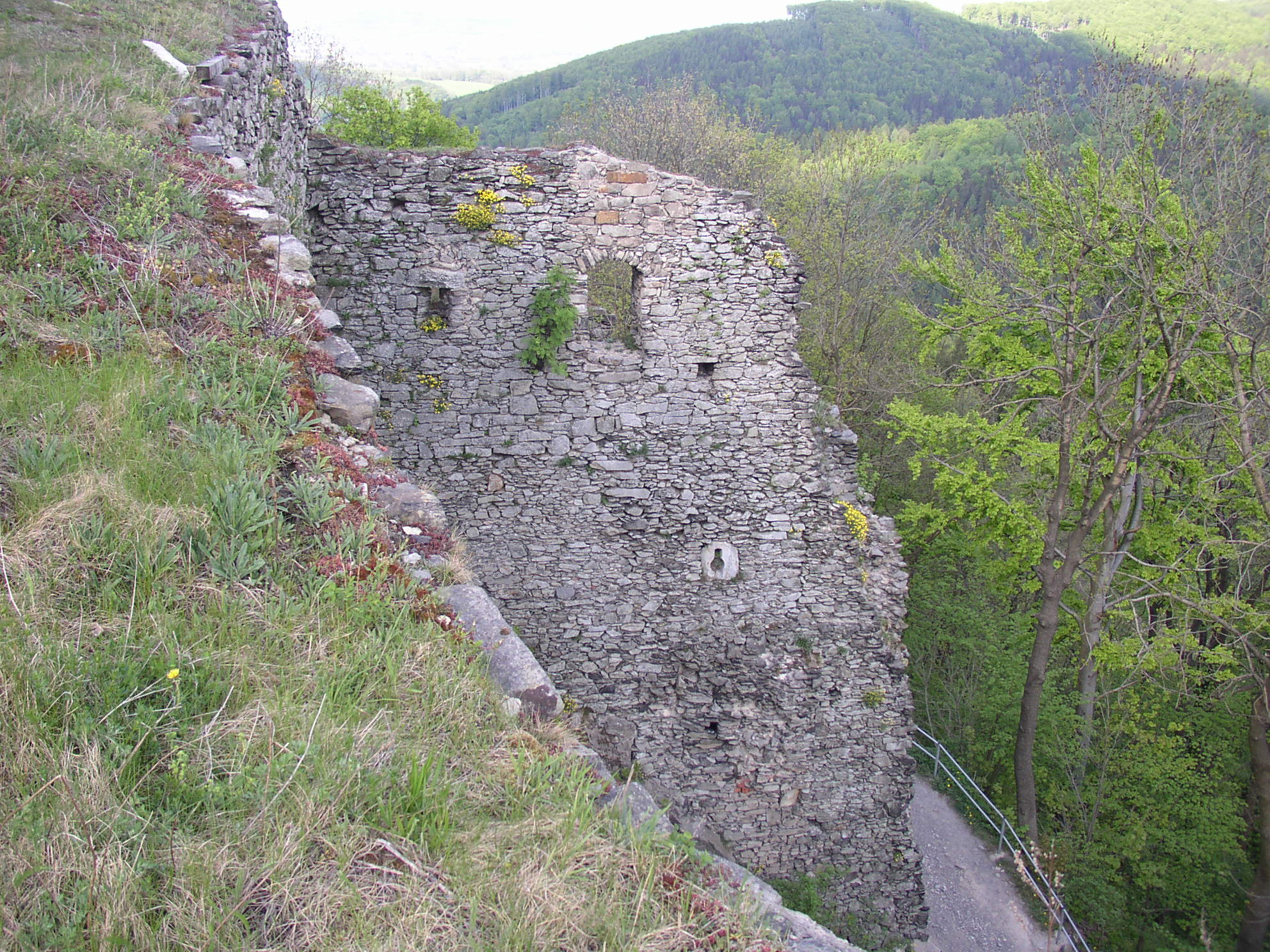
Pohled na prostor bývalé brány na Tolštejně

Vildštejn a Tolštejn pak byli v držení bratrů Beneše, Hynka a Albrechta Berků, kteří měli dlouhé spory s Lužičany a Sasy. V bojích s Lužičany byl Beneš Berka kolem roku 1440 zabit a Albrecht Berka zajat. Boje trvaly dál, po roce 1442 nejsou již o Hynkovi Berkovi zmínky a Albrecht Berka zůstal sám pánem na hradech Vildštejně a Tolštejně.
Mnozí sousedé hradu Tolštejna se přidávali k tvořící se Poděbradské jednotě. Albrecht Berka se dal pod ochranu saských knížat. Poddal se jim v roce 1446 s Tolštejnem a Vildštejnem jako man do doby, kdy bude v Čechách jmenován korunovaný král nebo nejdéle na dobu 20 let. Byl však obklopen saským územím na skoro všech stranách. Když byl proto žádán, aby Vildštejn prodal knížeti Bedřichu Saskému, rád tak učinil a na oplátku dostal Šluknovské panství.
Když přijel král Ladislav Pohrobek do Čech, byly vyhledávány odúmrti od roku 1439, které měly spadnout na krále. Albrecht Berka si vyprosil v roce 1457 právo na všechny statky Jana Berky, hrad Tolštejn a kamenické panství se statky, ale to již bylo dávno prodáno. Obdržel proto jen právo na Tolštejn. Po zvolení krále Jiřího z Poděbrad se Albrecht Berka nějaký čas choval mírumilovně, ale v roce 1462, když byl upomínán, aby nezapomněl slíbit králi věrnost, začal rozesílat hanlivé dopisy. Král poté Lužičany obeslal s tím, aby jej nepodporovali, nýbrž zajali a zajatého dopravili na Pražský hrad.

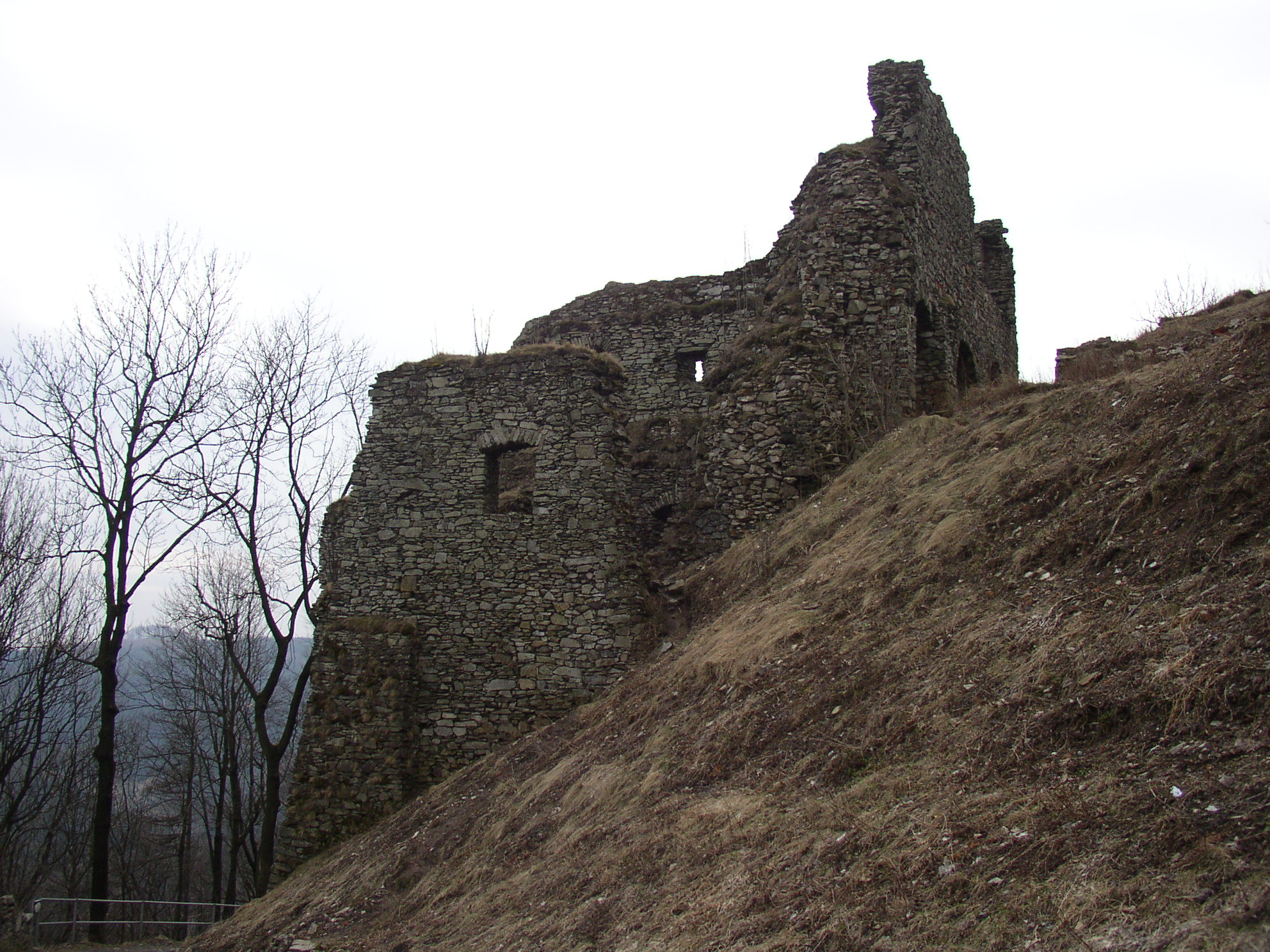
Zbytky budov u brány na hradě Tolštejn

Albrecht Berka měl vliv na lidi v širokém okolí Tolštejna. Král proto nařídil lužickému fojtovi Janovi z Vartenberka, Jindřichovi Berkovi z Dubé a šesti lužickým městům, aby sebrali vojsko a obklíčili Tolštejn. K tomu došlo dne 29. června 1463. Tolštejn byl v prvních dnech měsíce července téhož roku dobyt a obsazen lužickým vojskem. Albrecht Berka buď nebyl v době obléhání na hradě, nebo se mu podařilo ujet. Uchýlil se do Vratislavi, která od počátku byla proti králi. Papežskému legátovi Rudolfovi, biskupovi z Lavantu nyní šlo o to, aby byl Albrecht Berka vylíčen jako mučedník pro katolickou víru. Lužický fojt Jan z Vartenberka se jej z tohoto omylu snažil vyvést, že se tak nestalo pro víru a že nebyl, jak papežský legát Rudolf psal, nábožným a poslušným synem Římské stolice, nýbrž zločincem, protivícím se spravedlnosti. Albrecht Berka ale dokázal legáta přesvědčit, a proto legát začal naléhat na fojta a dávat mu najevo, že jedině papeži přísluší rozhodnout o tom, zda Albrecht Berka je zločincem nebo mučedníkem. Legát o tom psal papeži, který si zas stěžoval na krále u císaře a argumentoval, že Albrecht Berka není povinen kacíři slibovat poslušnost. Také vratislavští psali papežovi. Ani to však nevedlo k tomu, co si přátelé Albrechta Berky přáli.
Král Jiří z Poděbrad dne 12. června 1464 prohlásil, že Albrecht Berka urazil důstojnost krále, a proto byl Tolštejn a Šluknov zkonfiskován. Jiří daroval Tolštejn Jindřichovi Berkovi a Janovi z Vartenberka, ale Jindřich Berka hned svá práva podstoupil Janovi z Vartenberka, ponechal si však Valtínov. Věc byla provedena podle práva a manské statky byly jako propadlé provolány. Proti tomu se ozval Zbyněk Berka z Dubé, syn Jindřicha Berky.
Jan z Vartenberka zemřel v roce 1464, měl syny Jindřicha a Zikmunda, kterým král darování učiněné jejich otci obnovil. Tolštejn se při dělení dostal do vlastnictví Kryštofa z Vartenberka, který již nebydlel na Tolštejně, ten byl obydlím jeho hejtmanovi, Kryštofovi Romberkovi z Hermstorfu. Když se potom papež ujal Zelenohorské jednoty proti Jiřímu z Poděbrad a vyhlásil na krále klatbu, na stranu papeže se postavila i Lužice, ale Kryštof z Vartenberka králi Jiřímu zachoval věrnost. Tehdy se zdálo papežskému legátovi, že možná pomůže Albrechtovi Berkovi k tomu, aby znovu nabyl Tolštejn, a nařídil duchovním úřadům v Lužici, aby držitele Tolštejna a jejich služebníky klatbou k vydání Tolštejna donutili. Papežská klatba byla na ně a celé tolštejnské panství vyhlášena v roce 1467.
Romberk potom vpadl se spojenci do Lužice, loupil zde a s kořistí se vracel k Tolštejnu. U Breitebergu poblíž Großschönau v dnešním Sasku na ně 14. listopadu 1467 Lužičané vypadli ze zálohy, asi 150 lidí pobili a ostatní zahnali na útěk. Mezi tím se papežský legát nepřestal starat o Albrechta Berku a nabádal Lužičany, aby vytáhli k Tolštejnu; k tomu však došlo až po druhé výzvě v roce 1469. Protože Lužičanům šlo nejvíce o to, aby vysvobodili králem obléhané hrady, poslali nejprve oddíl k Navarovu, ten se však bez úspěchu vrátil zpět do Lužice. Teprve potom vytáhli k Tolštejnu, který 3 až 4 dny obléhali. Dne 6. září vpadlo královské vojsko do Žitavska a donutilo lužické vojsko se vrátit domů. Za těchto potyček bylo poničeno mnoho vesnic v okolí a za své vzalo i sklářství o okolí Tolštejna, hlavně ves Glasendorf s jedlovskou sklárnou.
Kryštof z Vartenberka se stálými válkami a nákladným cestováním zadlužil, a prodal proto Tolštejn a Šluknov dne 3. prosince 1471 saským vévodům Arnoštovi a Albrechtovi za 8300 grošů. Devět dní nato Romberk opustil Tolštejn a předal jej novému správci Tycovi z Miltic. U královského dvora slyšeli neradi o tomto prodeji, král Vladislav Jagellonský však mu nepřekážel a nechal saské vévody na hradě. Když na hrad byl poslán za hejtmana Oldřich z Rechtenberku, zjistil, že hrad je prázdný a Romberk vše odvezl. Měl také potíže s poddanými, odmítali sloužit, musel proti nim použít exekucí. Saští vévodové také usilovali o sejmutí klatby z tolštejnského panství, avšak papežský legát se sídlem ve Vratislavi to nechtěl udělat, stále doufal, že Albrecht Berka získá svůj majetek zpět. Albrecht Berka se proto na saské vévody obrátil s prosbou, aby mu poskytli místo, kde by se mohl zdržovat. Dokonce je prosil o místo vyššího úředníka na Tolštejně, saští vévodové však jeho prosbu odmítli. Po roce 1473 již není o Albrechtovi Berkovi žádná zmínka.

### Šlejnicové

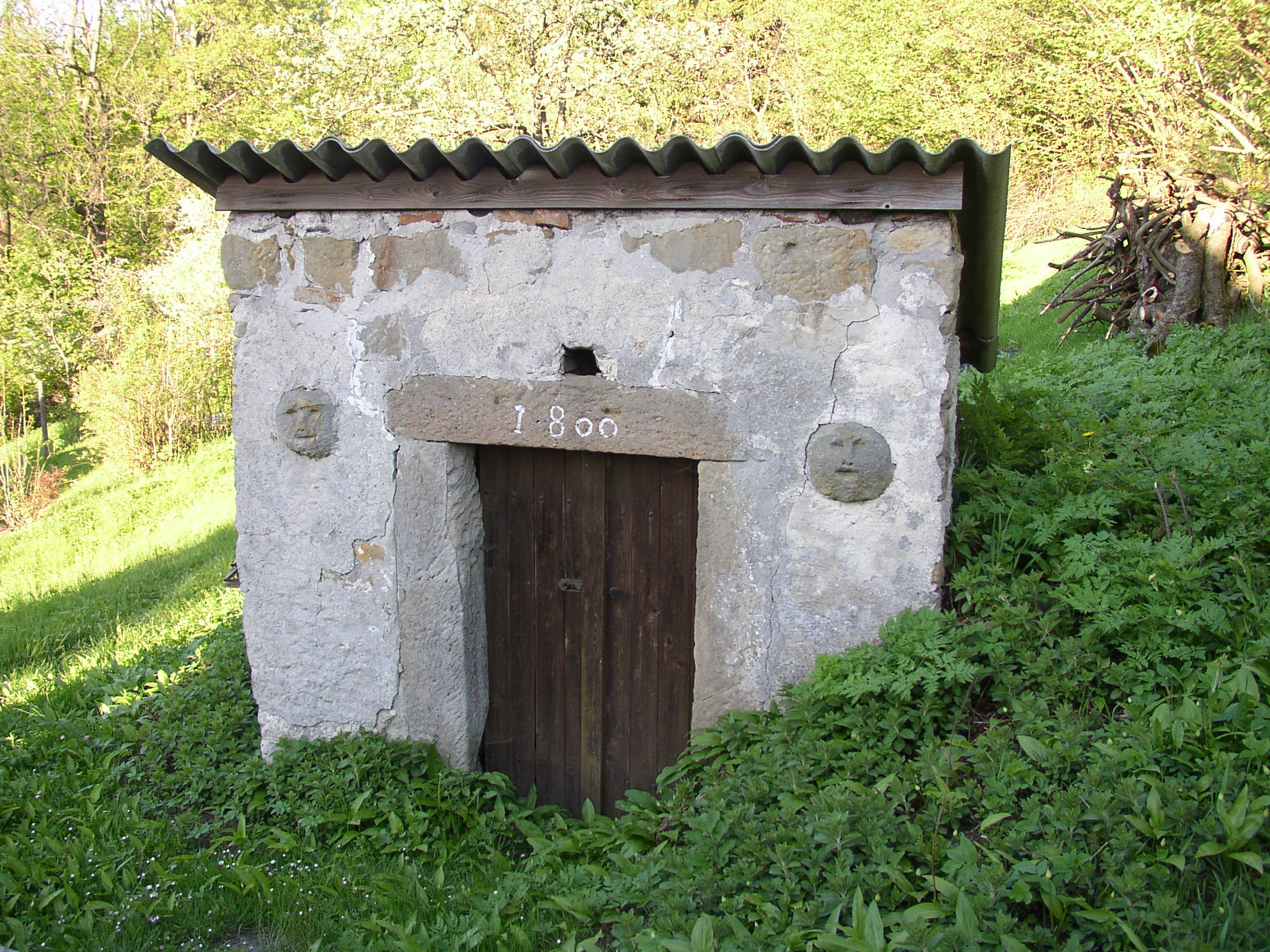
Zbytky z hradu ve vchodu do sklípku pod hradem Tolštejn

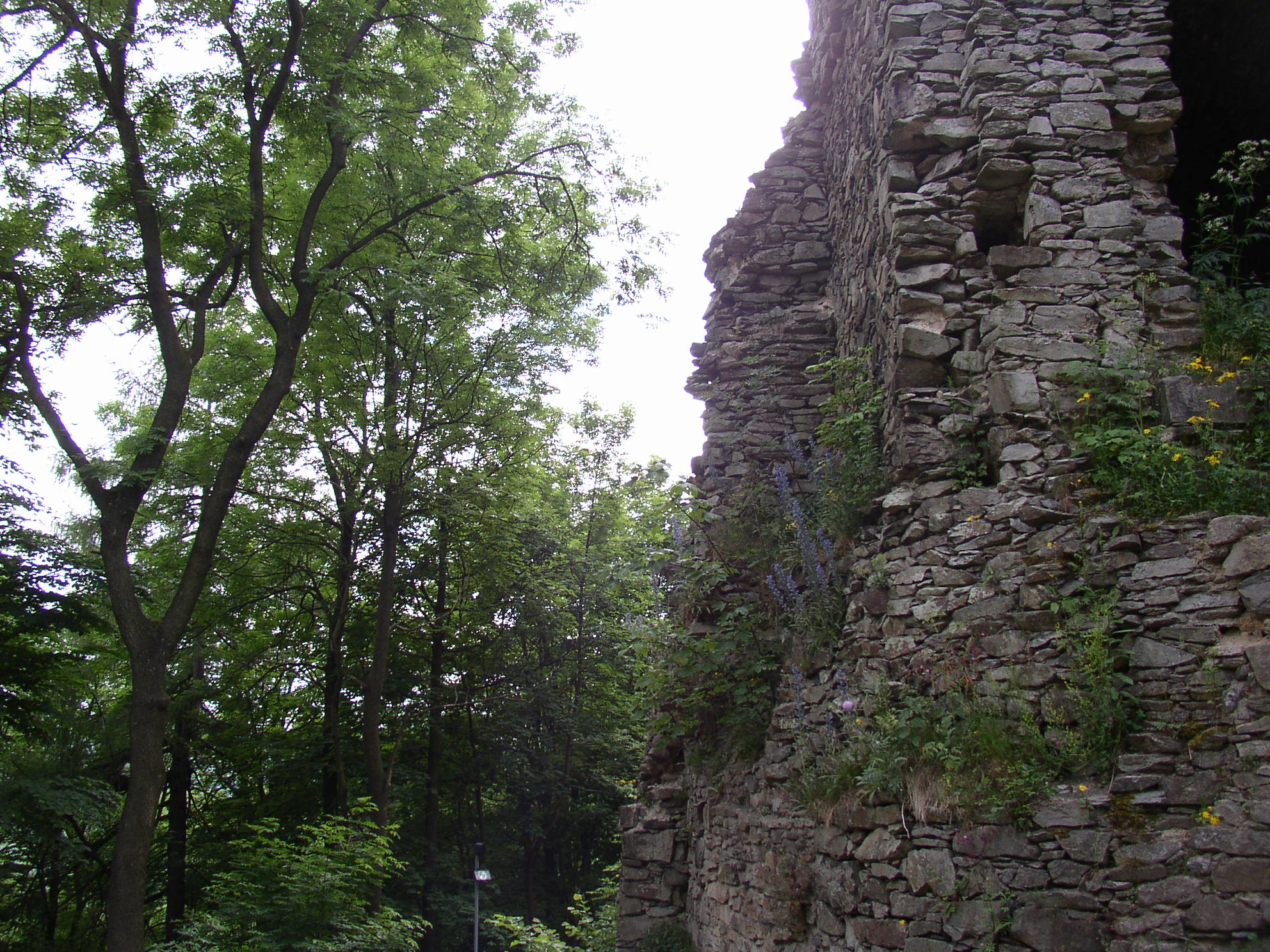
Líc zbořeného průjezdu na hradě Tolštejn

Saští vévodové v roce 1475 pronajali Tolštejn se Šluknovem dosavadnímu hejtmanovi Oldřichovi z Rechtenberka na šest let. Vyhradili si pouze světskou soudní moc a výnosy z rybníků, chovu ovcí a lesů. Po uplynutí této doby nechtěli již Tolštejn vlastnit, a proto jej v roce 1485 prodali Hugoltovi ze Šlejnic. Dne 27. května přikázali saští vévodové manům, Šluknovským a poddaným, aby slíbili věrnost novému pánovi. Protože prodával cizinec cizinci, nemohl být převod vnesen do zemských a dvorských desk. Přesto dovolil král Vladislav Jagellonský Kryštofovi z Vartenberka, aby provedl zápis do desk. Dne 10. června 1485
byl Hugoltovi ze Šlejnic hrad Tolštejn s osmi vesnicemi zapsán do panských desk, Šluknov do dvorských desk.
Hugolt ze Šlejnic byl rytířského stavu, což bylo manům proti mysli. Měli nad sebou dosud vždy osobu panského stavu, a proto nechtěli poslouchat Hugolta, který jim byl rovný. Prosili krále, aby jim dal někoho z panského stavu, avšak Hugolt na dvorském soudu řekl, že Tolštejn koupil a draze zaplatil, a proto jim bylo 12. června 1487 rozkázáno, aby Hugolta poslouchali a byli mu poddáni podle starodávného práva.
Hugolt zemřel v roce 1490, Tolštejn po něm zdědil jeho syn Jindřich ze Šlejnic, který k Tolštejnu přikoupil další vesnice a statky. Jindřich zemřel slepý dne 14. května 1518 a jeho synové Volf, Arnošt, Kryštof, Jan a Jiří ještě toho roku slíbili věrnost králi Vladislavovi. Jan zemřel v roce 1520, v letech 1525 až 1526 zemřeli Volf a Kryštof, a tak zůstali Arnošt a Jiřík jedinými pány.
Arnošt ze Šlejnic se stal již v roce 1504 kanovníkem pražského kostela, v roce 1511 proboštem a v roce 1539 správcem arcibiskupství. Zemřel dne 6. února 1548 a je pohřben ve šluknovském kostele.
Jiřík ze Šlejnic žil na hradě Tolštejn. Za hejtmana měl v letech 1534 až 1566 Antonína z Ychtryc. Pro zlepšení hornictví založil v roce 1539 městečko pojmenované po něm Jürgenthal, dnešní Jiřetín pod Jedlovou. Traduje se, že měl na okenní římse severní půlkruhové věže být vytesán verš, vztahující se k založení Jiřetína: „Yürg heiss ich und schau ins Thal, das Stadl soll heissen Yürgennthal.“
(Jiří jmenuji se a do údolí hledím, to městečko se má zváti Jiřským údolím. L. P. 1554)
Na jeho prosbu král Ferdinand I. Habsburský hrad Tolštejn s Rumburkem vyňal z manství a jako zpupné roku 1558 vložil do zemských desk. Zpupné tehdy znamenalo, že Jiřík ze Šlejnic mohl s hradem volně nakládat, tj. například prodat, odkázat.
Ve stáří Jiřík opustil Tolštejn a přestěhoval se do Rumburka, kde v roce 1544 založil nový kostel. Zemřel dne 27. září 1565.

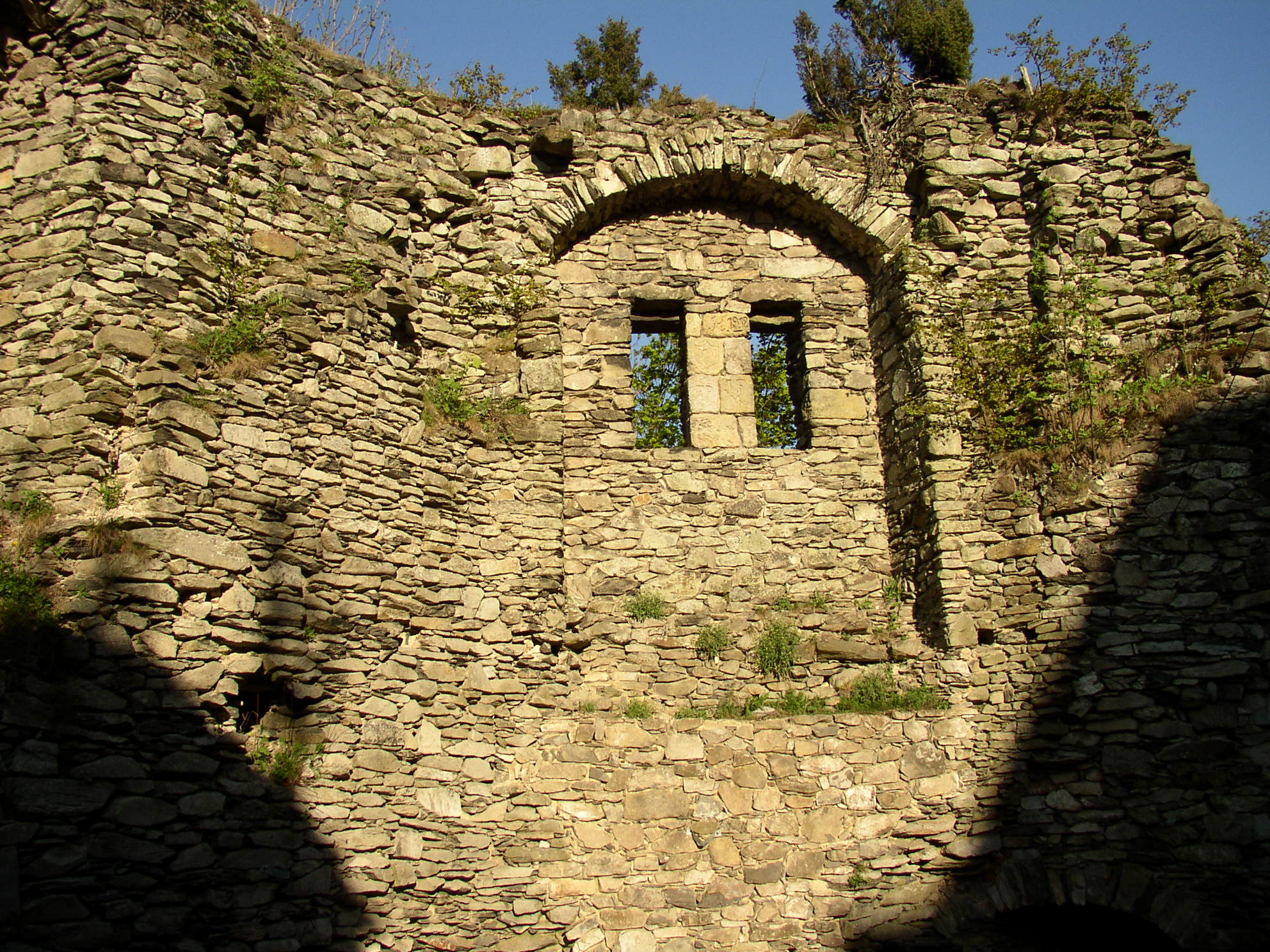
Okno bašty na Tolštejně

Jiřík ze Šlejnic roce 1560 odkázal hrad Tolštejn svým příbuzným, ale v roce 1562 závěť změnil a odkázal Šluknov, Lovosice a Tolštejn s Rumburkem svým synům Hugoltovi, Janovi, Arnoštovi a Hendrychovi rovným dílem. Synové se rozdělili dne 13. května 1566, čím vznikla tři nová panství. Hugolt získal Lovosice, Jan západní část šluknovského panství s Lipovou, Arnošt zbytek šluknovského panství se Šluknovem a Jindřich si ponechal vesnice okolo Rumburka a vesnice okolo Tolštejna. Samotný Tolštejn byl rozdělen na tři díly. Bratři na Tolštejně již nebydleli, žili v Lipové, Šluknově a Rumburku. Hendrych pak prodal Rumburk s vesnicemi a ponechal si svůj díl Tolštejna s Varnsdorfem, který přikoupil.
Jan prodal v roce 1571 svůj díl i s třetinou Tolštejna Kryštofovi, Honzhaugoltovi a Abrahamovi ze Šlejnic, svým strýcům. Kryštof prodal a Arnošt přepsal svůj díl Tolštejna Jindřichovi. Jindřich potom předal své dva díly Tolštejna Kryštofovi a Hanušovi ze Šlejnic, kteří již vlastnili třetí díl, a tím byl Tolštejn vlastnicky sloučen.
Bratři prodali dne 25. února 1586 Tolštejn, psáno Talensteyn, a Rumburk s příslušenstvím Dr. Jiříkovi Mehlovi ze Střelic, vicekancléři na dvoře Rudolfa II. Když byl Tolštejn Mehlovi odevzdáván, byla přinejmenším všechna obydlí v dolní ohradě v pořádku. V inventáři se připomíná obecná světnice s kancelářemi a komorami, sál nebo síň, šnek (točité schodiště do patra), zelená světnice, kancelář, druhý sál (tabulnice), světnice s komorou, vedle níž byl vchod do prevítu. Nad tím v podkroví byly komory, světnice s hodinami a světnice hlásného. Vše bylo v dlouhém stavení. Ve vedlejším stavení byla kuchyně s komorou, zadní komora a pod ní dva sklepy, z nichž jedna byla pivnice.
Na hradě byla čtyři děla o ráži 4 centýře, jedno jednocentýřové, 6 sudů prachu, 8 kop (480 kusů) větších a 6 kop (360 kusů) menších železných koulí, několik nabíječů a okovaných kol.
Z toho je vidět, že Tolštejn v této době měl větší význam jako pevnost než jako sídlo.

### Mehl ze Střelic
Dr. Jiří Mehl ze Střelic svým městům Rumburku a Jiřetínu zjednal městská práva a znak. Na znaku Jiřetína má být zobrazen hrad Tolštejn, je tam brána a dvě věže, což se však Tolštejnu moc nepodobá. Syn Jiřího, Baltazar Mehl ze Střelic, se velmi zadlužil a za jeho vlastnictví Tolštejn velice zpustl. Ještě ale byl zachovaný jako pevnost. Hrad byl tehdy za 3000 kop koupen Radslavem ze Vchynic a Tetova, jak se píše v taxe rumburského panství. V roce 1607 se hrad uvádí již jako pustý.
Po několika letech, v roce 1619, se již uvádí jako zámek, nejspíše kvůli kupní ceně. Jako pustý byl vždy prodáván k rumburskému panství. Hrad tehdy nebyl obýván, nebyl však ani pobořen.

### Zničení hradu

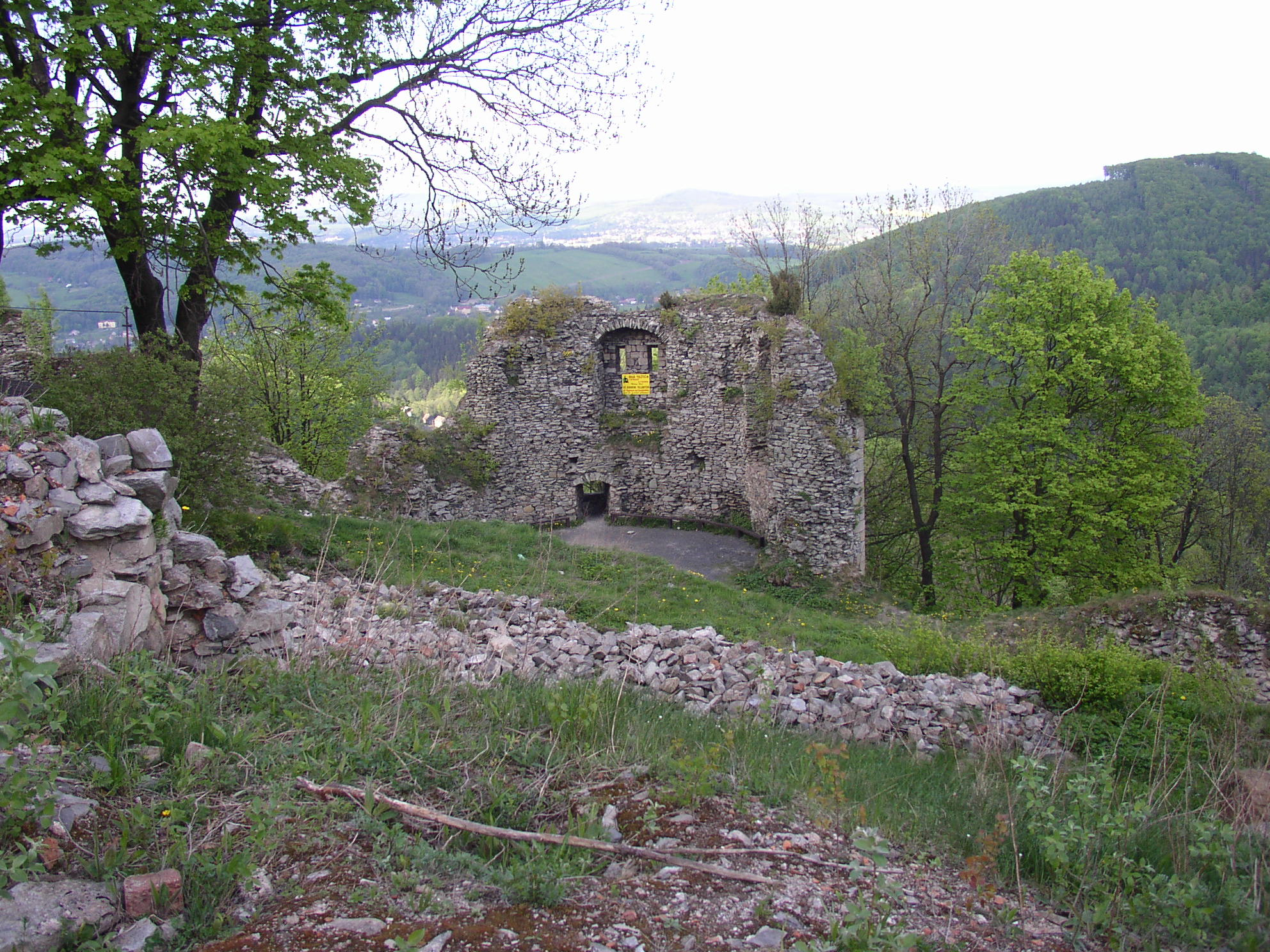
Druhá bašta na Tolštejně, kde byla v 19. století první hradní restaurace

V roce 1642 vybíral švédský generál Wrangel potraviny a peníze po okolí Tolštejna. Tehdy byla většina strategicky významných míst obsazena, většinou Švédy. Tolštejn však byl obsazen císařskými vojsky, jimž velel plukovník Mathlohe. Když švédské vojsko putovalo krajem v okolí Tolštejna, císařští vojáci na něj udeřili. Wrangel se rozhněval, začal obléhat Tolštejn, střílel na hrad z děl. Zapálil některá stavení, až donutil Mathloha, že v nouzi ustoupil do blízkého lesa. Císařští vojáci se střelbou bránili ještě při ústupu. Po odchodu vojsk Tolštejn zůstal v ohni a byl zčásti pobořen. To byla jeho konečná zkáza a od té doby je z Tolštejna zřícenina.

### Doba od zničení hradu do počátků turistiky
Vyhořelý hrad již nebyl nikdy obnoven, v roce 1681 hrad koupil kníže Florian z Lichtenštejna, jeho nástupcem se stal v roce 1718 kníže Josef Václav z Lichtenštejna, za jeho vlastnictví se na hradě usadili loupeživí rytíři. Jejich vůdcem byli Kardineck a potom jakýsi Grünbart („Zelenovous“); loupili v Ostritz, Žitavě, Neugersdorfu, Rumburku, Krásné Lípě atd. Mezi jejich činy patřilo vypálení Grünau u Ostritz, v roce 1744 založili požár Rumburka. Za vlády Floriana z Lichtenštejna, v roce 1756, kdy proběhla sedmiletá válka, byla na hradě polní hlídka, kterou tvořili Chorvaté a panduři.
Kníže Josef Václav z Lichtenštejna zemřel dne 23. srpna 1791, jeho nástupcem se již dříve stal František z Lichtenštejna. Za jeho vlády probíhala bavorská nástupnická válka, bojovalo se také v blízkosti hradu. Za prusko-rakouské války ve dnech 19. a 21. září 1779 navštívil Tolštejn císař Josef II. při inspekční cestě po ohrožovaných severních Čechách.
Za Františkova následovníka knížete Aloise z Lichtenštejna byla v roce 1782 obnovena těžba stříbra v Jiřetíně pod Jedlovou. Těžba však byla pro nerentabilitu již v roce 1804 znovu zastavena. Kníže zemřel v roce 1805, Tolštejn po něm zdědil kníže Alois Johann z Lichtenštejna.
Za jeho vlastnictví dne 12. srpna 1813 táhl kolem Tolštejna francouzský armádní sbor maršála Lefebvra. Na Tolštejně byla do 18. srpna 1813
císařská pozorovatelna. 19. srpna 1813 byla pozorovatelna přenechána Francouzům, okolí Tolštejna obsadil s 600 důstojníky maršál Lefevre. Francouzi poté odešli a dne 3. září 1813 a Lužické hory opět obsadili rakouští vojáci.
Alois Lichtenštejn udělal také přítrž rozebírání hradu na stavební materiál, jež zakázal pod pokutou 500 zlatých. Lichtenštejnům patřil Tolštejn do roku 1923, kdy jej od nich koupil československý stát.

## Pověsti

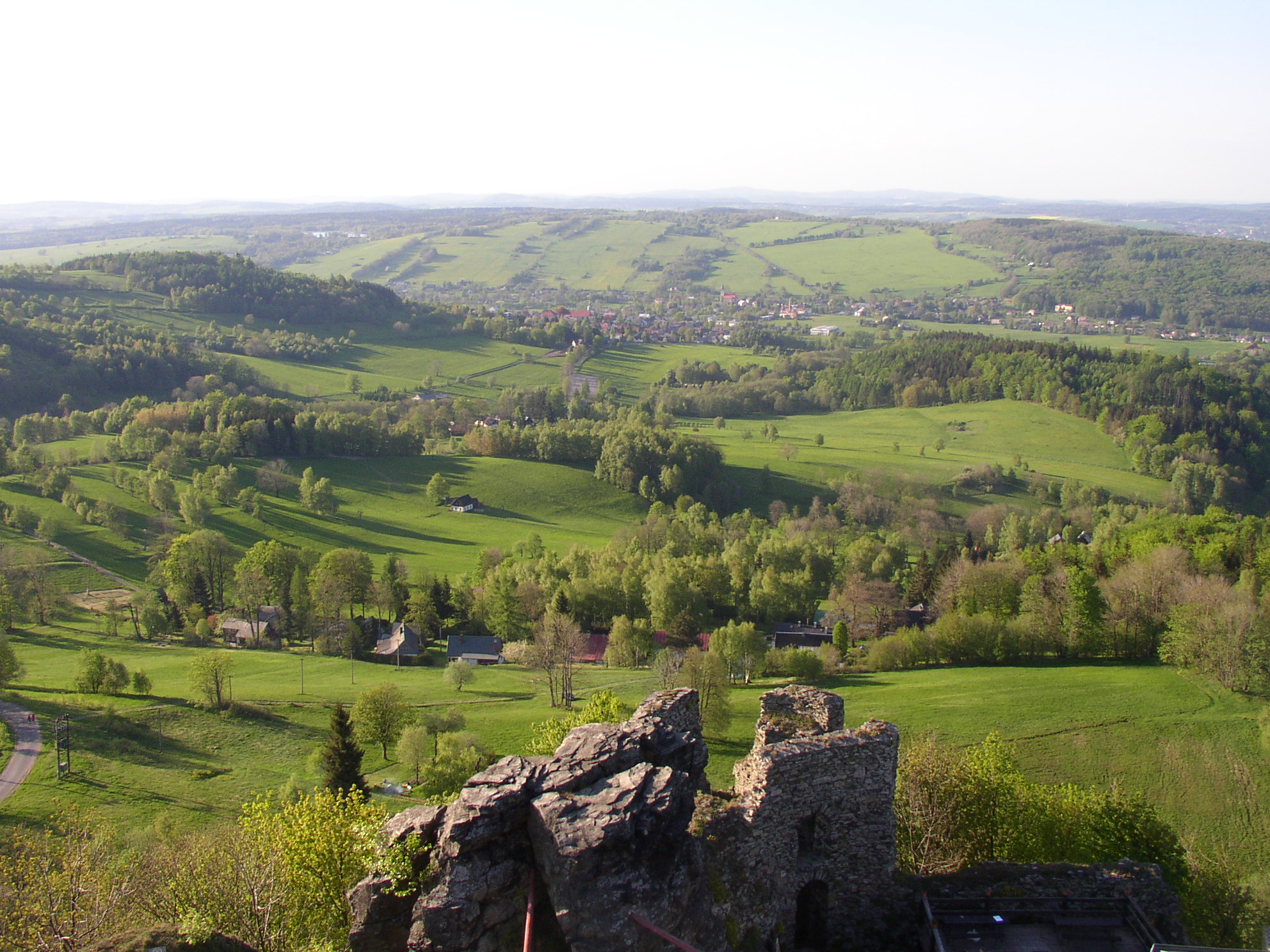
Pohled z Tolštejna na Jiřetín pod Jedlovou

O hradu se zmiňuje již Bohuslav Balbín v díle Rozmanitosti z historie Království českého. Píše o Tolštejnu jako o zlatonosném kopci. Podle Balbína vyvěrá před hradem pramen, z něhož s vodou tryskají i zrnka dobrého zlata. Dále lze prý u kopce, jemuž místní lidé říkají Malý Stožec, v korytě potoka najít vzácné kameny a drahokamy. Balbínovi prý vyprávěl věrohodný muž, že se v korytě potoka nachází safíry a hyacinty.
Existují také pověsti po podzemních chodbách, Tolštejn má být údajně spojen podzemní chodbou s hradem Milštejn, další podzemní chodby mají vézt do Sýkořího dolu.
Pověst o bílé paní vypráví o nešťastném vztahu tolštejnského rytíře a mladé dívky Svanhildy. Dívka milovala chudého zemana, avšak byla provdána s velkým věnem bohatému rytíři. Po svatbě si jí ale bohatý rytíř přestal všímat, a tak se Svanhilda vrátila ke svému milému. Její manžel se ale o jejich lásce dozvěděl a chtěl Svanhildě přinést hlavu jejího milého. Tak Svanhilda manžela otrávila vínem a sama také víno vypila, a tím milému zachránila život. Od té doby se Svanhilda zjevuje jako bílá paní na tolštejnských hradbách. Její manžel se zjevuje v podobě strašlivého černého psa, střeží své poklady a zabije každého, kdo by se je pokusil získat. Poklady prý může získat pouze člověk, který v životě nehřešil.

## Turistika

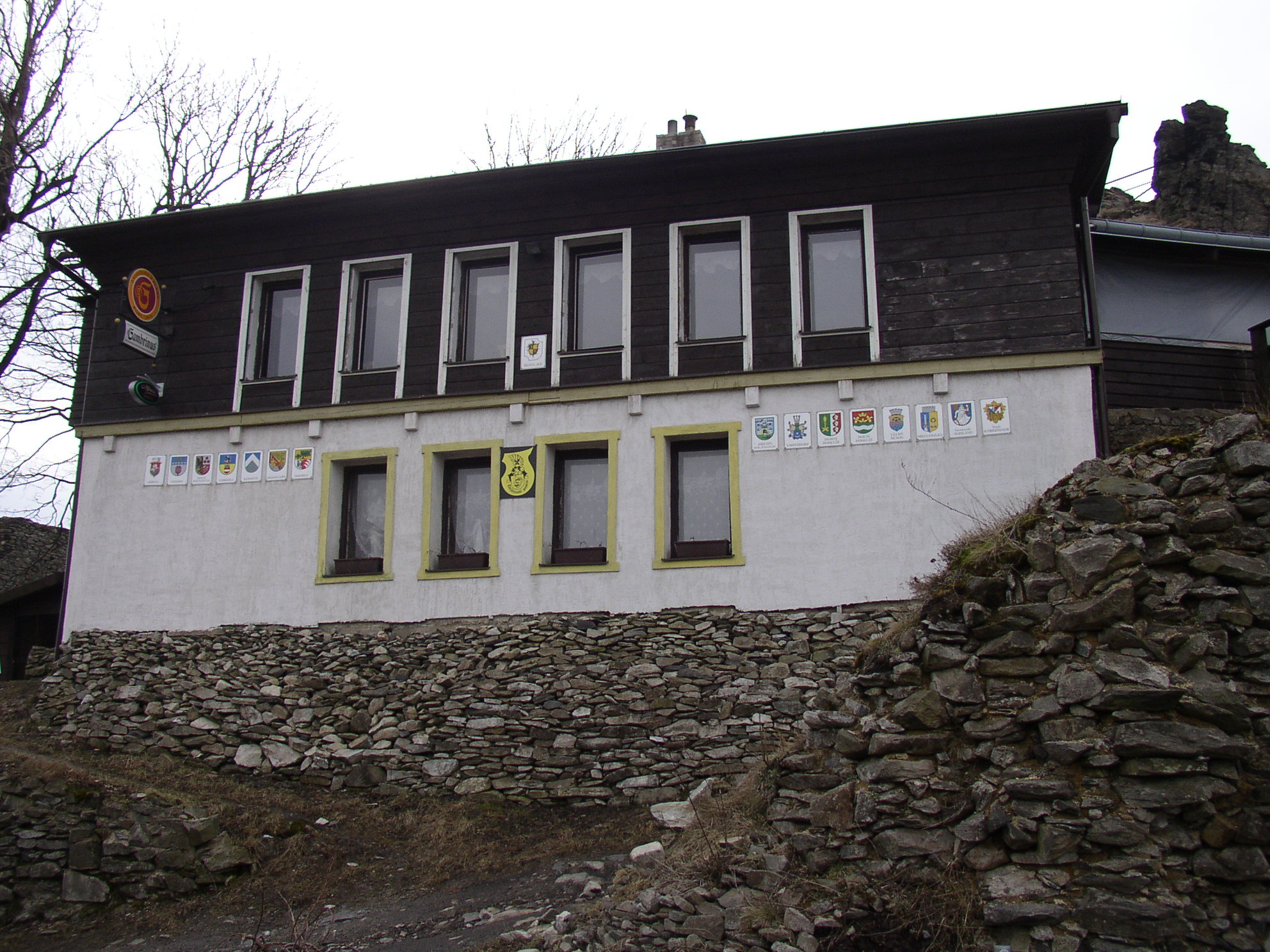
Budova restaurace na hradě Tolštejn

| Rok  | Počet návštěvníků |
| ---- | ----------------- |
| 2015 | 21 925            |
| 2016 | 18 642            |
| 2017 | 24 160            |
| 2018 | 27 384            |
| 2019 | 24 697            |
| 2020 | 19 356            |
| 2021 | 25 845            |

V roce 1865 využil jiřetínský obchodník Johann Josef Münzberg přitažlivosti hradní zříceniny, zřídil zde jednoduché občerstvení a příští rok, se svolením knížete Jana z Lichtenštejna, vystavěl hostinec ve švýcarském stylu. V roce 1874 spojil obě skaliska spojovacím můstkem. Při stavbě hostince bylo nalezeno mnoho historických artefaktů, které posloužily jako základ výstavy umístěné v restauraci. Byly zde vystavovány historické zbraně, hroty šípů, zámky, gotické i renesanční dlaždice a kachle.
Na hradě se v té době vystřídalo mnoho známých osobností, v roce 1887 zde byl básník Rudolf Bauchmach, o dva roky později v roce 1889 drážďanský malíř Hermann Max Vogel a herečka ruského dvorního divadla z Petrohradu Charlotte Witt.
Dne 28. července 1892 napsal do pamětní knihy jedny ze svých prvních veršů tehdy sedmnáctiletý Rainer Maria Rilke (1875–1926), jehož otec pocházel ze Svébořic u Mimoně. Báseň je nazvaná „Únor“ (německy Feber). V roce 1902 sem zavítal Enver Bej, známější jako Enver Paša, později vrchní velitel turecké armády. O rok později Tolštejn navštívil saský korunní princ a pozdější král Fridrich August III. V roce 1904 zde byl hrabě Nikolaus Des Fours-Walderode.
Rod Münzbergů vedl hostinskou činnost až do roku 1945, kdy musel nemovitost i s vybavením předat státu. Větší část vybavení, zejména rozsáhlá sbírka historických zbraní a kuriozit byla rozkradena nebo poničena. Vnuk zakladatele Johann Karl Münzberg vedl opětovně hostinec v letech 1952–1962, tentokráte však už jako zaměstnanec RaJ (Restaurací a jídelen). Po roce 1962 se v hradním hostinci vystřídalo mnoho hospodských. Kvalita služeb byla většinou na nízké úrovni. To se změnilo v roce 1970, kdy začal vést hradní restauraci hostinský tělem i duší Siegfied Jackel, zvaný „Jack“, za jehož působení zažilo pohostinství na hradě renesanci. Dne 30. listopadu 1977 byla hradní restaurace uzavřena, zřítilo se pod ní zdivo. V roce 1995 došlo opět k uvedení restaurace do v provozu, včetně místa pro hraní přírodního divadla. V létě 2000 byl však objekt vlivem nedbalé údržby využíván pouze jako „klubovna“. K jeho znovuoživení tehdy přispěla intenzivní týdenní brigáda táborníků z Mladé Boleslavi, za účelem nutné přípravy objektu pro dětský tábor. Budova a okolní prostory byly vyčištěny, upravena kuchyně, odvezeny odpadky a zbudovány kamenné schody. Někdejší proslulá hradní restaurace tak byla bezděčně uvedena do provozuschopného stavu a připravena k dalším investicím. V příštích letech došlo k zásadní rekonstrukci.
Častým návštěvníkem restaurace je významný český kytarista a hudební pedagog Štěpán Rak, který je nazýván trubadúrem Tolštejnského panství.

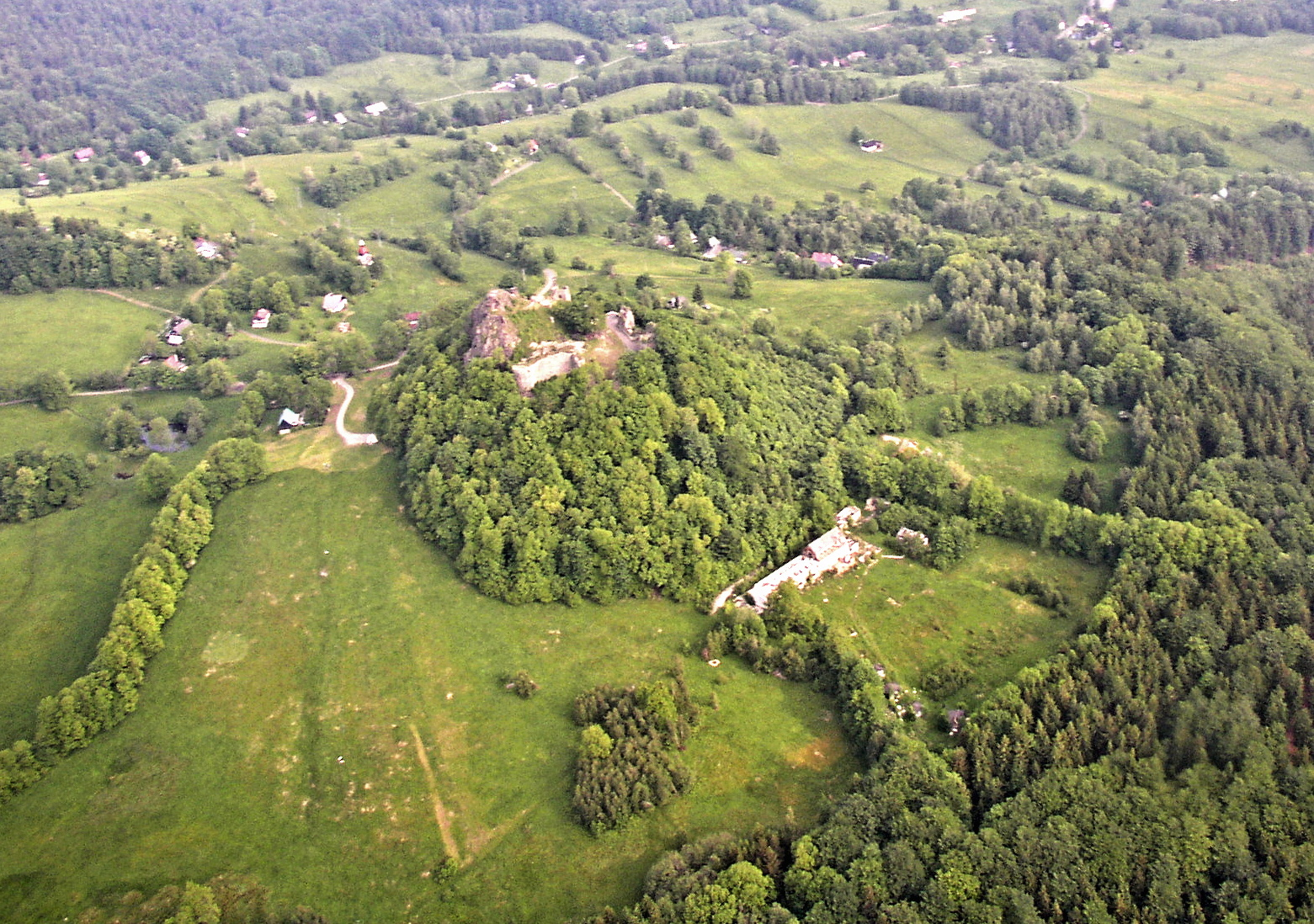
Letecký pohled na Tolštejn od jihovýchodu

Z vrcholového skaliska je výhled na okolní vrcholy Lužických hor a na údolí, v němž je vidět Jiřetín pod Jedlovou, Dolní Podluží a Varnsdorf.
Na hrad Tolštejn se lze dostal po asfaltové silničce z Jiřetína pod Jedlovou, pod hradem je parkoviště pro osobní automobily. Na hrad se lze také dostat z jedlovského nádraží, které je vzdáleno asi 2 km jižním směrem po lesní cestě. Autobusem je přístup z Lesného nebo Jiřetína pod Jedlovou, do Lesného jezdí často i autobusy z Prahy. Na hrad vede z Lesného cesta, která má délku 1 km a převýšení 200 metrů. Kolem hradu vede Evropská dálková trasa E3. Zde je vedena jako červená trasa č. 0332 z Lesného do Krásné Lípy. Kolem hradu dále vede cyklostezka číslo 3015 z Varnsdorfu k Hraničnímu rybníku.
Na hradě Tolštejn se prodává turistická známka číslo 549. Přístup na vyhlídku je zpoplatněn.
Hrad Tolštejn je ve vlastnictví obce Jiřetín pod Jedlovou. Dne 8. září 1999 byl založen Mikroregion Tolštejn, posláním mikroregionu je navrátit Tolštejnu jeho původní význam. Každoročně se pořádají Dny Tolštejnského panství, pořádá se hra Vandrování po Tolštejnském panství.

## Příroda
Z geologického hlediska je Tolštejn denudací vypreparovaný znělcem vyplněný sopouch, vyčnívající z okolních pískovců. Zda vznikl jako podpovrchový lakolit, nebylo spolehlivě prokázáno.
Tolštejn je i významnou botanickou lokalitou s výskytem vzácných teplomilných druhů rostlin, jako je tolita lékařská (Vincetoxicum hirundinaria), pamětník rolní (Acinos arvensis), len počistivý (Linum catharticum), kostřava žlábkatá (Festuca rupicola) či netřesk výběžkatý (Jovibarba globifera). Na zdech hradní zříceniny roste ve větším množství tařice skalní (Aurinia saxatilis), která zde byla v minulosti uměle vysazena. Pod hradem je rybníček, ve kterém roste ďáblík bahenní (Calla palustris), leknín bělostný (Nymphaea candida) a závitka mnohokořenná (Spirodella polyrhiza).

## Výhled zTolštejna

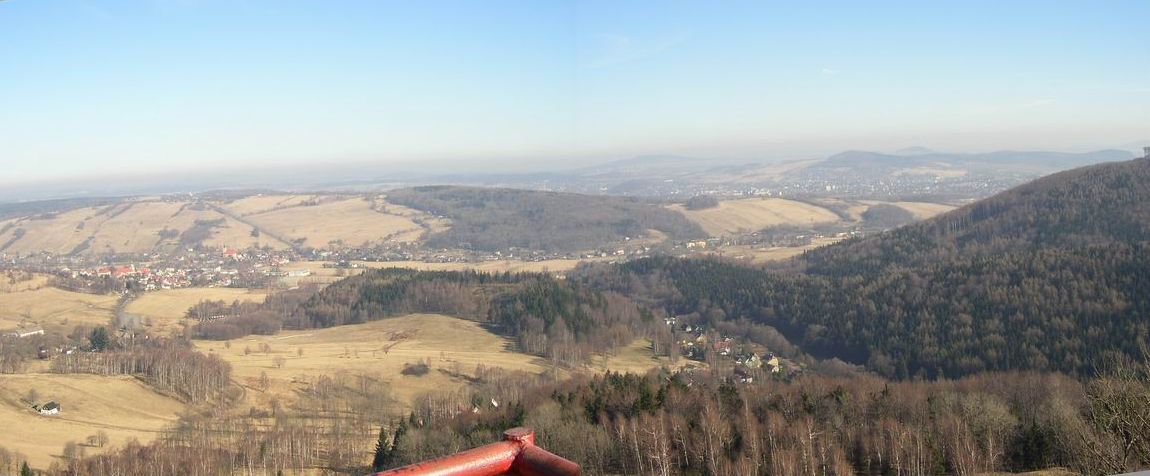
Pohled z vyhlídky směrem na sever, vlevo Jiřetín pod Jedlovou, vpravo Varnsdorf

| Vlčí hora 12 km Tanečnice 22 km  | Dymník 10 km             | Varnsdorf 7 km           |
| Jedlová 1 km                     | větrná růžice            | Luž 5 km                 |
| Studenec 9 km Střední vrch 10 km | Velký Buk 5 km Klíč 8 km | Bouřný 4 km Bezděz 37 km |